# Napaeus huttereri
Napaeus huttereri is een slakkensoort uit de familie van de Enidae. De wetenschappelijke naam van de soort is voor het eerst geldig gepubliceerd in 1991 door Henriquez.